# اليوم العالمي للعمل الإنساني
اليوم العالمي للعمل الإنساني (الإنجليزية: World Humanitarian Day) هو يوم مخصص للاعتراف بمجهودات العاملين في المجال الإنساني وأولئك الذين فقدوا حياتهم بسبب المساعدات الإنسانية. حدد اليوم بيوم 19 أغسطس من كل عام، وعين من قبل الجمعية العامة للأمم المتحدة كجزء من الرعاية السويدية - قرار الجمعية العامة رقم (A/63/L.49) الخاص بتعزيز وتنسيق المساعدة في حالات الطوارئ التابعة للأمم المتحدة،. و19 أغسطس يصادف اليوم الذي قتل فيه الممثل الخاص للأمين العام في العراق سيرجيو فييرا دي ميلو و21 من زملائه في تفجير مبنى الأمم المتحدة في بغداد.

## وصلات خارجية
- World Humanitarian Day
- The Sergio Vieira de Mello Foundation
- OCHA World Humanitarian Day 2012
- The General Assembly of the United Nations